# 地湖乡
地湖乡是中华人民共和国贵州省黔东南苗族侗族自治州天柱县下辖的一个乡，位于天柱县东南面，距县城55公里，周边与湖南省会同县的地灵乡、广坪镇、靖州县的大堡子镇、坳上镇接壤。全乡辖5个行政村（永光村、永兴村、江口村、中河村、岩古村），54个村民小组，33个自然寨，1040户4471人，苗族人口占总人口的90%，面积30.5平方公里，耕地面积2826亩（其中田2505亩、土321亩），是天柱县最小的一个边远乡。
地湖乡属亚热带季风气候，常年气候宜人。地型属丘陵地带，以黄壤为主，海拔为500－700米，森林资源丰富，全乡森林覆盖率达75%。農產品以中药材、灵芝菌、杨梅、脐橙、荸荠、折耳根、山核桃等为主；养殖以饲养山羊、鸭、鸡、猪、鱼、黄鳝等为主，除满足当地群众的生活需要，另有一部分产品还销往湖南等地，为当地的经济发展作出了贡献。

## 行政区划
地湖乡下辖以下地区：
永光村、永兴村、江口村、中河村和岩古村。